# Apostelkerk (Münster)
De Apostelkerk is een evangelisch kerkgebouw in de Duitse stad Münster. De kerk is gelegen in het noordelijke deel van het historische hart van de stad.

## Geschiedenis

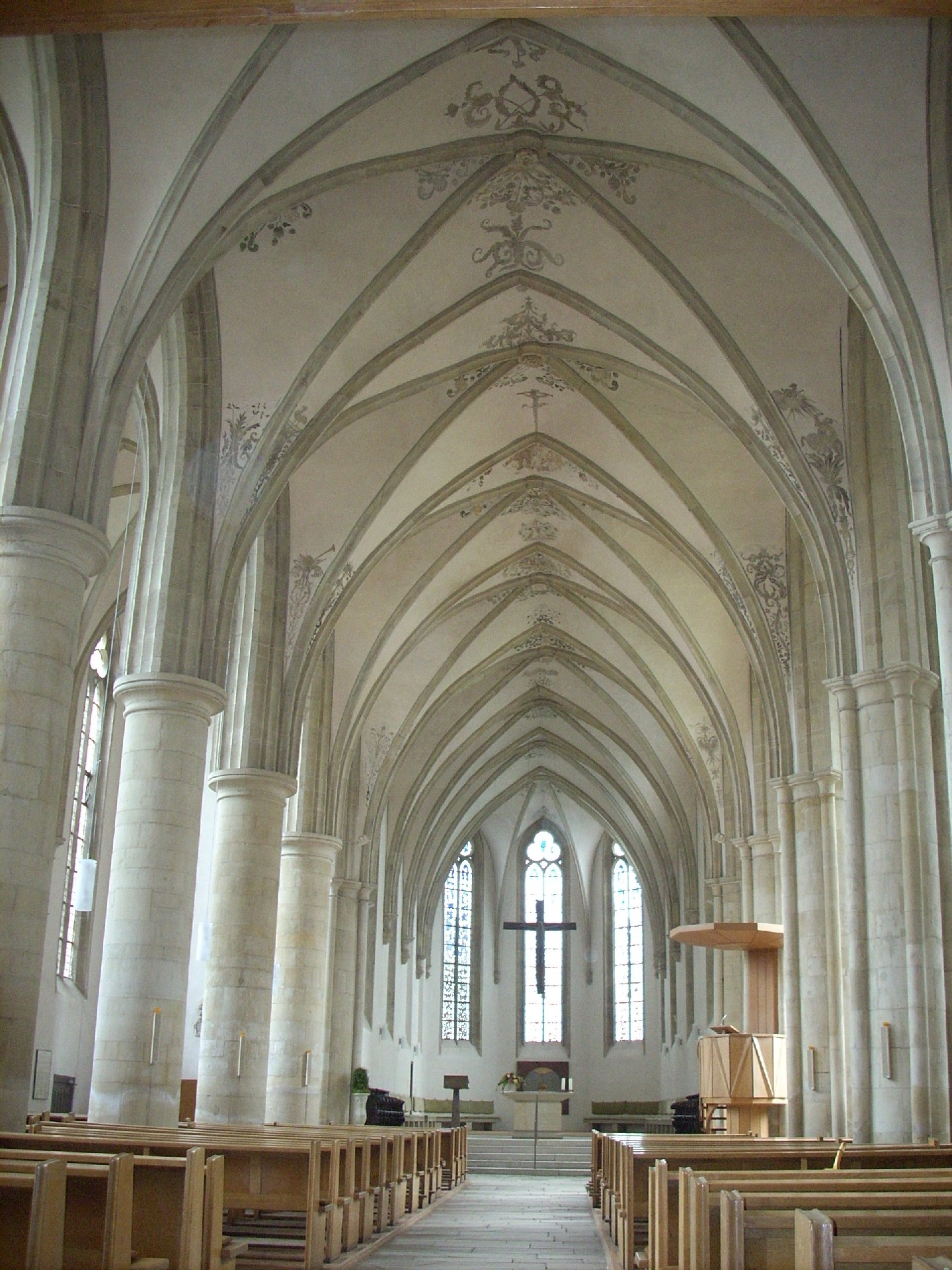
Interieur

De kerk werd in de tweede helft van de 13e eeuw gebouwd als kloosterkerk van de franciscaner-Minorieten. In zijn soort is het de oudste bouw in Westfalen. Het oorspronkelijke patrocinium van de kerk was Catharina van Alexandrië.
In de volgende eeuwen werden er meerdere verbouwingen uitgevoerd, die overigens geen afbreuk deden aan de eenheid van het gebouw. De twee westelijke traveeën en de noordelijke zijbeuk werden in de 16e en 17e eeuw verlengd.
In het begin van de 19e eeuw werd het klooster opgeheven en kreeg de kerk een wereldse bestemming. Na een restauratie door Karl Friedrich Schinkel werd de kerk in 1822 als evangelische kerk van de pruisische militairen gewijd. Sinds 1840 behoort de kerk tot de burgerlijke gemeente van de evangelische kerk in Münster.
De naam Apostelkerk kreeg het gebouw in 1922 nadat er een tweede evangelische kerk werd gebouwd in Münster. De kerk werd in de Tweede Wereldoorlog zwaar beschadigd. De wederopbouw werd voltooid in 1960.

## Architectuur
De Apostelkerk is oorspronkelijk een twee- en tegenwoordig drieschepige gotische hallenkerk met een lang, smal koor. Op het dak van het schip staat een dakruiter waarin een drietal in Amsterdam vervaardigde klokken hangen uit 1675.

## Interieur
De kerk kent sindsdien weinig decoratie in het interieur. Wel werden de oorspronkelijke fresco's op de gewelven blootgelegd. Het koor en het roosvenster boven de zijingang aan de zuidzijde van de kerk hebben gekleurde glazen naar ontwerpen van Paul Weigmann en Hubert Spierling. Het grote orgel op de orgelgalerij aan de zuidwand van het middenschip werd in 1968 door de firma Paul Ott uit Göttingen gebouwd.

## Afbeeldingen

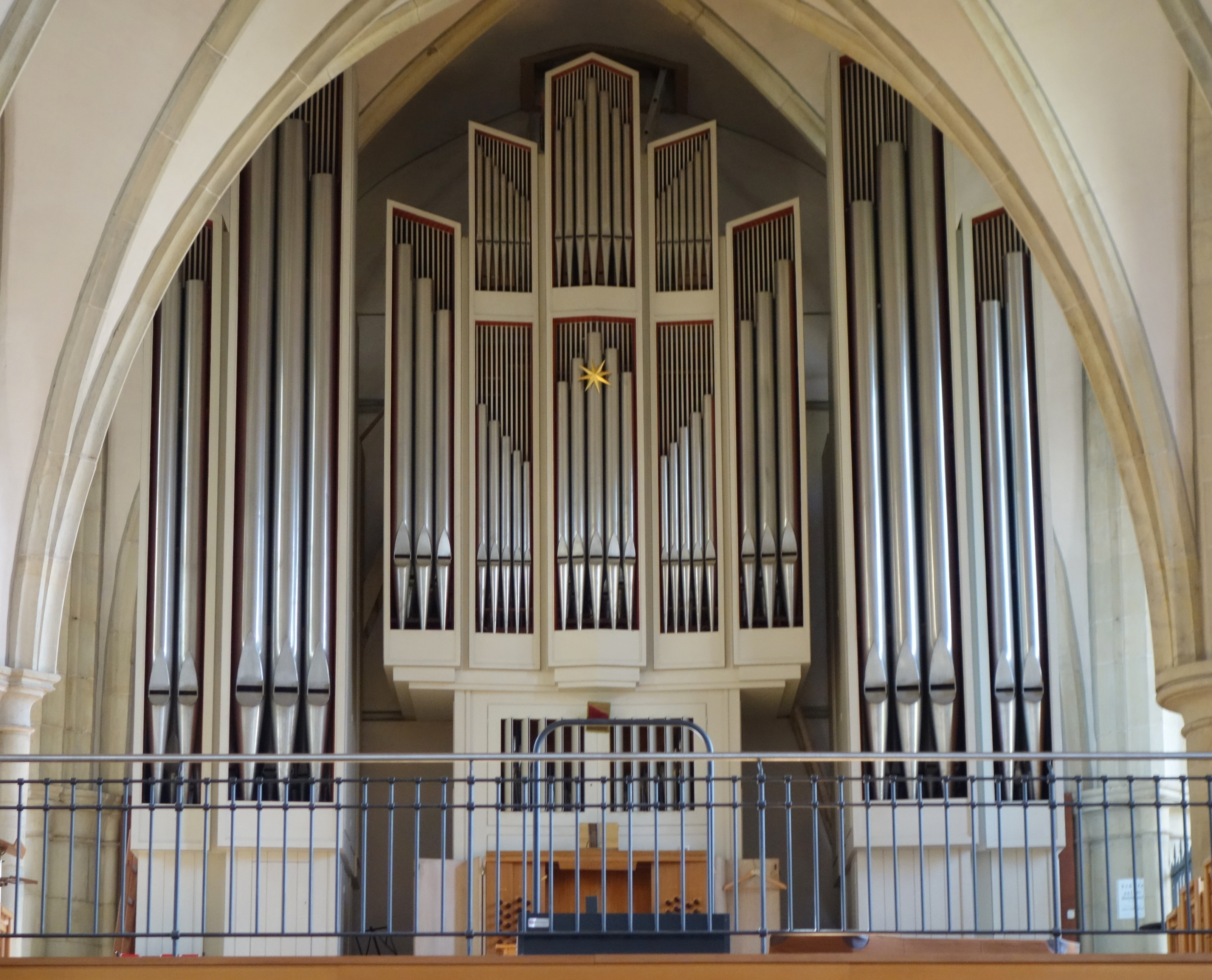
orgel
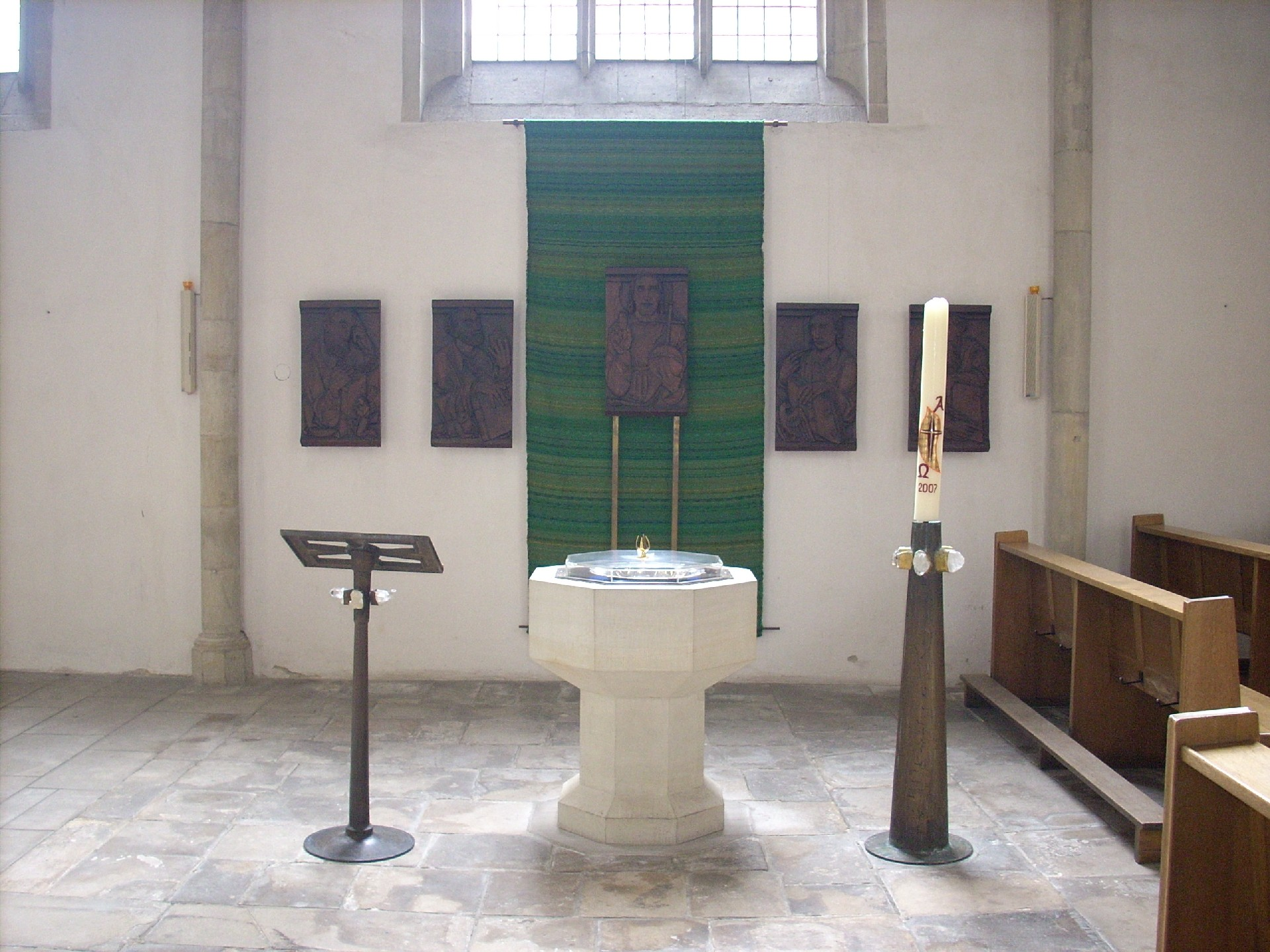
doopvont
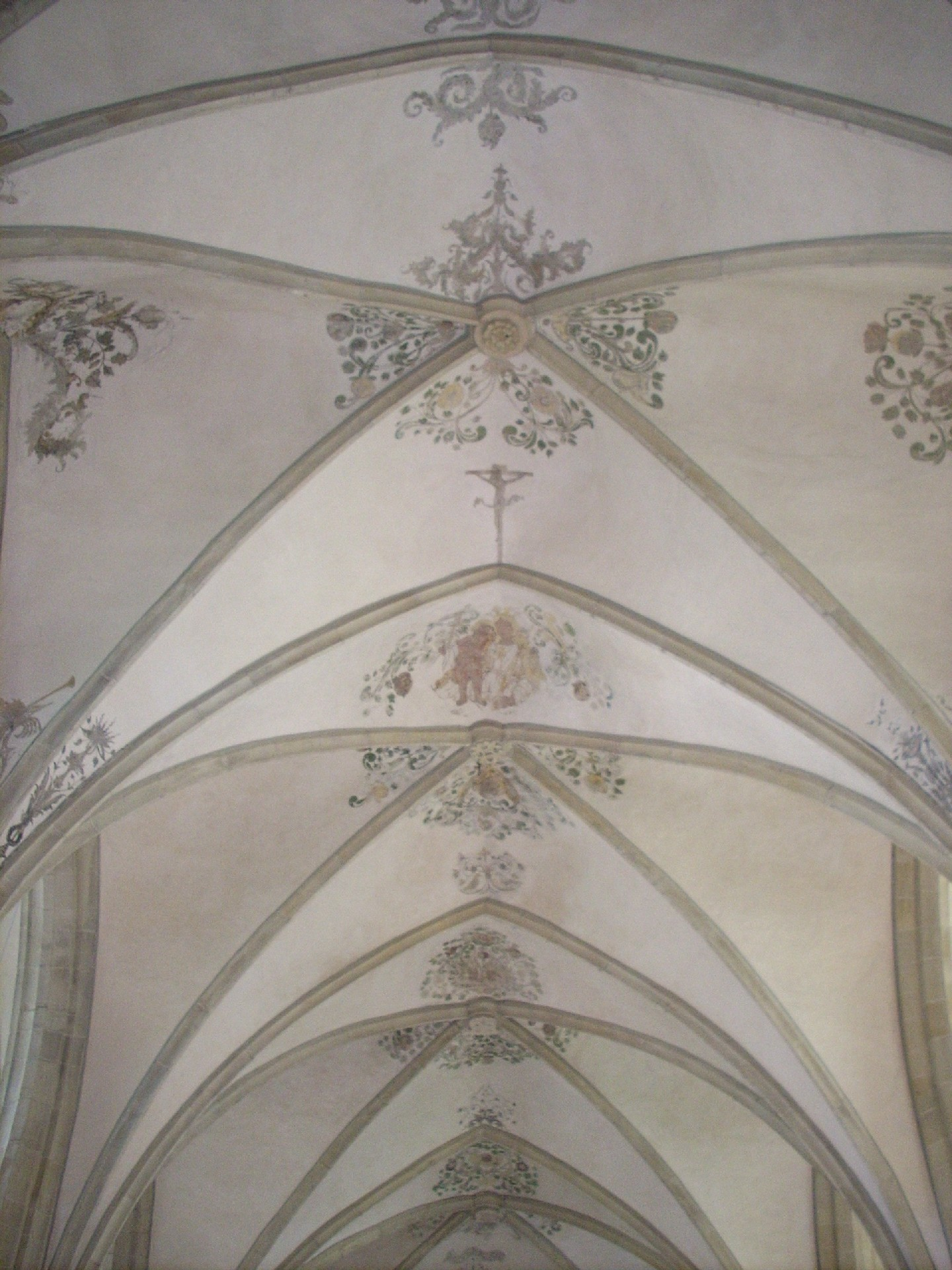
gewelven